# Каптаж
Капта́ж (фр. captage, от лат. capto — «ловлю», «хватаю») — комплекс сооружений, а также инженерно-технических и иных мероприятий по выводу подземных вод, нефти, природного газа на поверхность и обеспечению их дальнейшей обработки. Применительно к забору промышленных, питьевых, минеральных вод, а также вод иного назначения (к примеру, геотермальных) используется более употребительный термин водозаборные сооружения.

## В истории
Каптажи питьевых и пресных вод известны с древнейших времен: термы и акведуки Древнего Рима, акведуки других древних цивилизаций.
Первые промыслы нефти известны с древнейших времен и насчитывают 6—8 тыс. лет — начиная с цивилизаций долины Тигра и Евфрата и заканчивая Египетским царством.

## В законодательстве
В соответствии со СНиП 30-02-97: Каптаж — сооружение (каменная наброска, колодец, траншея) для перехвата и сбора подземных вод в местах их вывода на поверхность.